# Challans
Challans ist eine französische Gemeinde und mit 22.890 Einwohnern (Stand 1. Januar 2022) der Hauptort des französischen Kantons Challans. Challans gehört zum Arrondissement Les Sables-d’Olonne im Département Vendée in der Region Pays de la Loire.

## Lage
Challans liegt im Nordwesten der Vendée am Rand des bretonischen Marschlandes (marais breton).

## Geschichte
Im Mittelalter stand Challans unter der Herrschaft der Barone von Commequiers. In den Zeitraum ab etwa 1500 fällt der Beginn der Entwicklung zur bedeutenden regionalen Messestadt. Die foire des minées findet heute jedes Jahr im September als Leistungsschau von Handwerk, Industrie und Handel der Vendée statt.
In den Vendée-Aufständen war Challans Schauplatz kriegerischer Auseinandersetzungen. Im 19. Jahrhundert erlebte die Stadt im Zeitalter der Industrialisierung einen Aufschwung durch ihre günstige Lage an der neuen Eisenbahnstrecke von Nantes nach Saint-Gilles.

## Demografie
In 50 Jahren hat sich die Einwohnerzahl etwa verdreifacht, damit ist Challans heute der viertgrößte Ort des Départements.

## Wirtschaft
Durch seine Lage vermag der Ort von den Besuchern der Seebäder der Vendée zu profitieren. Die ansässige Industrie umfasst Möbeltischlereien und ein Werk des Bootsbauers Bénéteau.

## Sehenswürdigkeiten
Siehe auch: Liste der Monuments historiques in Challans

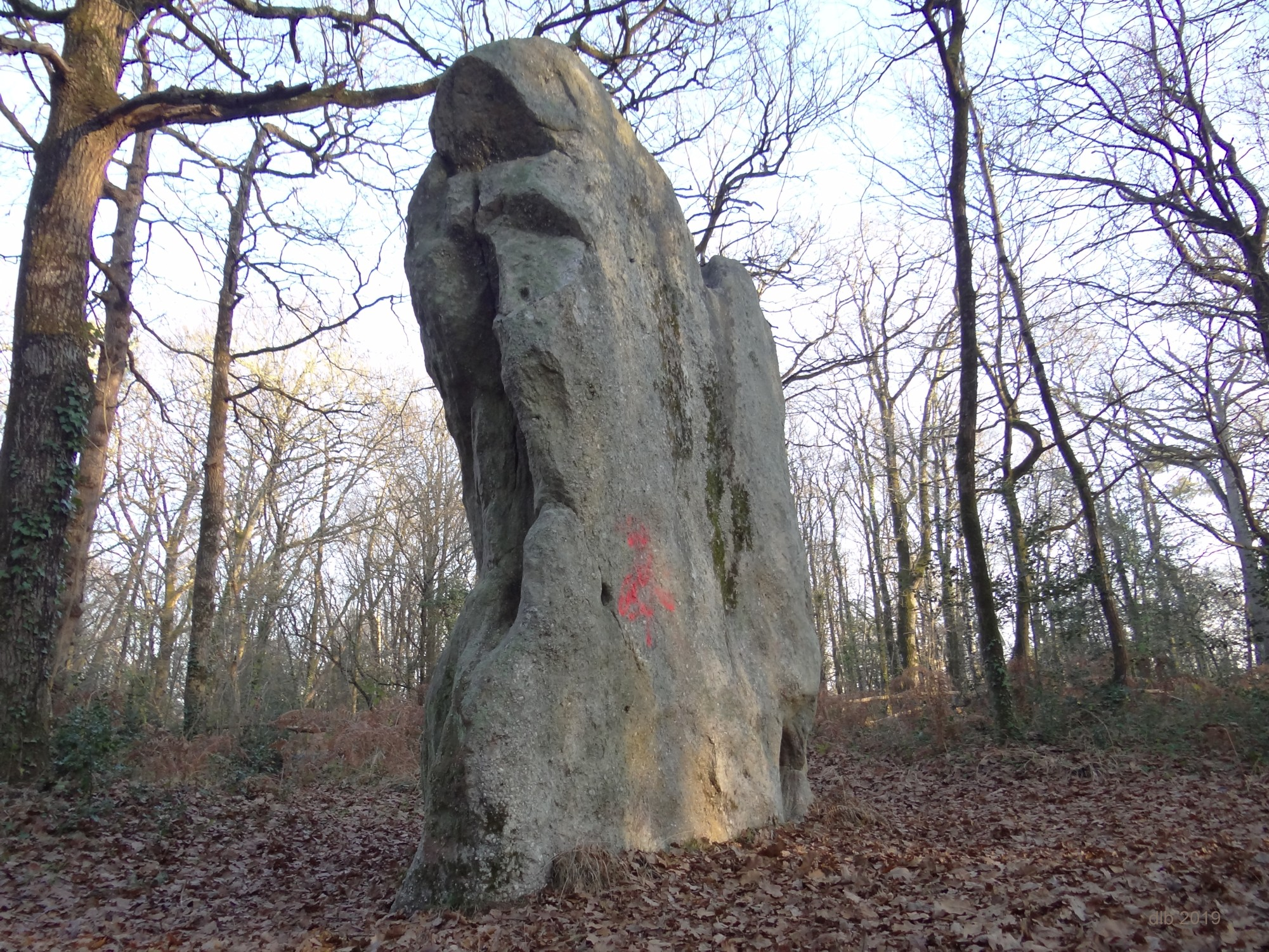
Menhir Pierre levée

Die Kirche von Challans verfügt über einen Kreuzweg, der wegen seiner wirklichkeitsgetreuen Darstellungen bekannt ist. Aus anderen Gründen schätzt man die lokalen Enten, die als canards de Challans auch von Pariser Feinschmeckerlokalen eingekauft werden.

## Söhne und Töchter der Gemeinde
- Jacqueline Auriol (1917–2000), Pilotin, durchbrach als erste Frau die Schallmauer, mehrfach „Schnellste Frau der Welt“
- Constance Picaud (* 1998), Fußballspielerin
- Loryn Nounay (* 1999), Schauspielerin und Sängerin
- Hugo Barbet (* 2001), Fußballspieler